# أوسكار غوميز سانشيز
أوسكار غوميز سانشيز (بالإسبانية: Óscar Gómez Sánchez)‏ (31 أكتوبر 1934 بليما في بيرو - 4 مارس 2008 بليما في بيرو) هو مدرب كرة قدم ولاعب كرة قدم بيروفي في مركز الهجوم. شارك مع منتخب بيرو لكرة القدم. أما مع النوادي، فقد لعب مع أليانزا ليما وجيمناسيا لابلاتا وريفر بليت ونادي سبورتينغ كريستال.

## وصلات خارجية
- أوسكار غوميز سانشيز على موقع الاتحاد الدولي (مؤرشف)  (الإنجليزية)
- أوسكار غوميز سانشيز على موقع قاعدة بيانات كرة القدم.إي يو (الإنجليزية)
- أوسكار غوميز سانشيز على موقع ناشيونال فوتبول تيمز (الإنجليزية)
- أوسكار غوميز سانشيز على موقع Soccerway.com (الإنجليزية)